# Slave to the Rhythm (album)
Slave to the Rhythm – siódmy album muzyczny jamajskiej piosenkarki Grace Jones wydany w 1985 roku przez Island Records.
Album jest efektem współpracy z producentem Trevorem Hornem i składa się z różnych wariacji na temat tytułowego nagrania. Jest to album koncepcyjny, będący rodzajem „biografii” Grace Jones, zawierającej fragmenty rozmów z piosenkarką na temat jej życia wplecione między poszczególne piosenki, a także narrację Iana McShane’a czytającego fragmenty książki Jungle Fever autorstwa byłego partnera piosenkarki, Jean-Paula Goude’a. Goude zaprojektował także okładkę płyty. Krążek cieszył się sukcesem na listach sprzedaży, a singel „Slave to the Rhythm” stał się jednym z największych hitów Grace Jones.

## Lista utworów
Strona A
1. „Jones the Rhythm” – 6:26
2. „The Fashion Show” – 6:26
3. „The Frog and the Princess” – 7:04
4. „Operattack” – 2:45

Strona B
1. „Slave to the Rhythm” – 6:35
2. „The Crossing (Ooh the Action...)” – 4:58
3. „Don’t Cry – It’s Only the Rhythm” – 2:53
4. „Ladies and Gentlemen: Miss Grace Jones” – 5:56

## Notowania i certyfikaty
| Kraj                              | Najwyższa pozycja |
| --------------------------------- | ----------------- |
| Australia                         | 34                |
| Austria                           | 7                 |
| Holandia (MegaCharts)             | 8                 |
| Kanada                            | 75                |
| Niemcy                            | 10                |
| Norwegia (VG-lista)               | 13                |
| Nowa Zelandia                     | 11                |
| Stany Zjednoczone (Billboard 200) | 73                |
| Szwajcaria                        | 9                 |
| Szwecja (Sverigetopplistan)       | 23                |
| Wielka Brytania (UK Albums Chart) | 12                |

| Kraj                 | Certyfikat      |
| -------------------- | --------------- |
| Nowa Zelandia (RMNZ) | platynowa płyta |